# ماناسوی مامگای
ماناسوی مامگای (به انگلیسی: Manasvi Mamgai) (زاده ۱۰ اکتبر ۱۹۸۹) بازیگر هندی است.
از فیلم‌هایی که وی در آن نقش داشته است می‌توان به بزن بهادر اشاره کرد.